# Valer Suian
Valer Suian (n. 1952 – d. iunie 2013) a fost un senator român în legislatura 1992-1996 ales în județul Cluj pe listele partidului PUNR. Valer Suian a fost profesor universitar la Facultatea Bogdan-Vodă din Cluj-Napoca. În cadrul activității sale parlamentare, Valer Suian a fost membru în comisia juridică de numiri, disciplină, imunități și validări.

## Legaturi externe
- Valer Suian Arhivat în 22 august 2016, la Wayback Machine. la cdep.ro

1. ↑  Pavel-Gavril Suian (în mai multe limbi), Harta politicii din România, arhivat din original la 13 noiembrie 2022, accesat în 13 noiembrie 2022